# Waltham (Vermont)
Waltham város az USA Vermont államában, Addison megyében. Lakosainak száma 446 fő (2020. április 1.).

## Népesség
A település népességének változása:

| 2010 | 486 |
| 2020 | 446 |